# Унежма (деревня)
У́нежма — деревня на Поморском берегу Онежской губы Белого моря, в западной части Онежского района Архангельской области. Входит в состав МО «Малошуйское».

## География
Унежма находится в 20 км к северу от одноимённой железнодорожной станции. Деревня расположена на мысе Бранница (древнее название мыса — Ужний наволок), вблизи губы Унежма — устья реки Унежма.

## История
Унежму основали новгородцы. Первое письменное упоминание о ней встречается в 1555 году. В конце 19 — начале 20 века в Унежме насчитывалось 80 дворов с населением более 500 человек (на 1886 год — 259 мужчин и 295 женщин), имелась почтовая станция, несколько торговых лавок, церковь с колокольней, начальная церковно-приходская школа, часовня и поклонный крест. Население, состоявшее в основном из поморов, занималось добычей рыбы и морского зверя, солеварением. Через Унежму проходил ныне заброшенный Поморский почтовый тракт.

## Население
| 2002 | 2010 | 2012 |
| ---- | ---- | ---- |
| 5    | ↘0   | →0   |

После Великой Отечественной войны деревня стала вымирать. В настоящее время (2010 год) в Унежме постоянного населения нет — в 2006 умерла её последняя постоянная жительница, Ольга Григорьевна Куколева, 1914 года рождения.

## Известные уроженцы, жители
- Акилова, Клавдия Ивановна (1917—1966) — советская лыжница и горнолыжница, тренер по горнолыжному спорту.

## Топографические карты
- Лист карты P-37-1,2 Золотуха. Масштаб: 1 : 100 000. Указать дату выпуска/состояния местности.